# Orlica (FFH-Gebiet)
Das Fauna-Flora-Habitat-Gebiet Orlica liegt im Südosten Sloweniens. Das etwa 38 km² große Schutzgebiet umfasst einen Höhenzug, dessen höchster Gipfel der Veliki vrh mit 698 m. i. J. ist. Er wird überwiegend von Buchenwäldern geprägt. Es ist insbesondere für Holzkäfer wie Trauerbock, Alpenbock und Hirschkäfer von Bedeutung.
Im Norden schließt das europäische Vogelschutzgebiet Kozjansko an. Das FFH-Gebiet Sotla s pritoki grenzt im Osten und Norden an der Bistrica an.

## Schutzzweck

### Lebensraumtypen
Folgende Lebensraumtypen nach Anhang I der FFH-Richtlinie sind für das Gebiet gemeldet:
| EU Code | * | Lebensraumtyp (offizielle Bezeichnung)       | Fläche (ha) |
| ------- | - | -------------------------------------------- | ----------- |
| 8210    |   | Kalkfelsen mit Felsspaltenvegetation         | 4           |
| 9110    |   | Hainsimsen-Buchenwald (Luzulo-Fagetum)       | 481         |
| 91K0    |   | Illyrische Rotbuchenwälder (Aremonio-Fagion) | 2.794       |

### Arteninventar
Folgende Arten von gemeinschaftlichem Interesse kommen im Gebiet vor:
| Bild                   | EU Code | * | Art                    | wissenschaftlicher Name     | Artengruppe    |
| ---------------------- | ------- | - | ---------------------- | --------------------------- | -------------- |
| Steinkrebs             | 1093    | * | Steinkrebs             | Austropotamobius torrentium | Krebse         |
| Spanische Flagge       | 1078    | * | Spanische Flagge       | Callimorpha quadripunctaria | Schmetterlinge |
| Hirschkäfer            | 1083    |   | Hirschkäfer            | Lucanus cervus              | Käfer          |
| Trauerbock             | 1089    |   | Trauerbock             | Morimus funereus            | Käfer          |
|                        | 1303    |   | Kleine Hufeisennase    | Rhinolophus hipposideros    | Säugetiere     |
| Alpenbock              | 1087    | * | Alpenbock              | Rosalia alpina              | Käfer          |
| Schmale Windelschnecke | 1014    |   | Schmale Windelschnecke | Vertigo angustior           | Schnecken      |